# Stefan Dąbrowski (1882–1945)
Stefan Dąbrowski (ur. 25 kwietnia 1882 w Strzebielinie, zm. 16 listopada 1945 w Wielkim Donimierzu) – polski ziemianin, prawnik, działacz społeczny, polityk, poseł na Sejm w II RP.

## Życiorys
Był synem Augustyna i Teresy Pauliny z domu Żelewskiej. Ukończył gimnazjum w Wejherowie i studia prawnicze na uniwersytetach w Monachium i Królewcu.
W czasie studiów działał w Polskim Towarzystwie Akademickim „Vistula” w Monachium i w stowarzyszenia studentów polskich w Królewcu.
Po studiach od 1910 roku praktykował jako referendariusz w Kassel. Od 1911 roku prowadził majątek w Donimierzu. Był założycielem i prezesem kółka rolniczego w Szemudzie, a w okresie 1912–1913 polskim delegatem w komitecie wyborczym w Szemudzie. Doradzał w zakresie obrony prawnej Polaków; w 1912 roku rozparcelował 900 morgów swojego majątku między rolników Polaków.
W czasie I wojny światowej służył w batalionie wejherowskim 61 pułku piechoty armii niemieckiej, w latach 1915–1918 przebywał w niewoli rosyjskiej.
W latach 1919–1920 był polskim delegatem powiatowym przy landraturze w Wejherowie, gdzie zabiegał o spolszczenie administracji powiatowej. Od 1920 roku pracował jako komisaryczny starosta w Wejherowie, następnie (do 1922 roku) radca wojewódzki w Toruniu. Był członkiem Sejmiku i Wydziału Powiatowego w Wejherowie oraz Sejmiku i Wydziału Wojewódzkiego przy Starostwie Krajowym w Toruniu.
Działał w PSL „Piast”, z którym zerwał w 1930 roku i przeszedł do Narodowo-Chłopskiego Stronnictwa Agrarnego (późniejsze Chłopskie Stronnictwo Rolnicze).
W 1928 roku został wybrany z ramienia PSL „Piast” (lista nr 25) w okręgu nr 29 obejmującego powiat tczewski. W kadencji tej należał do klubu PSL „Piast”. Pracował w komisjach budżetowej i prawniczej. W 1930 roku został ponownie wybrany, tym razem z ramienia Bezpartyjnego Bloku Współpracy z Rządem (lista nr 1) z tego samego okręgu wyborczego. W tej kadencji należał do klubu BBWR. Pracował w komisji rolnej.
W czasie II wojny światowej został usunięty z majątku, który przejął niemiecki powiernik. Mieszkał wraz z rodziną kolejno w sąsiednich miejscowościach. Po wojnie powrócił do Donimierza, lecz majątku nie odzyskał.
Został pochowany na cmentarzu parafialnym w Szemudzie.

## Życie prywatne
W 1919 roku ożenił się z Heleną May, córką kupca i działacza społecznego w Wejherowie, z którą miał czworo dzieci: Halinę, Jana, Wojciecha i Zofię. Brat Dąbrowskiego, Roman (kupiec wejherowski), został jesienią 1939 roku zamordowany przez hitlerowców w lasach piaśnickich.